# سليم معين
سليم معين (بالإنجليزية: Salim Moin)‏ هو لاعب كرة قدم ومدرب كرة قدم سنغافوري في مركز الوسط، ولد في 26 سبتمبر 1961 في سنغافورة، وتوفي بنفس المكان في 7 أكتوبر 2020. شارك مع منتخب سنغافورة لكرة القدم. أما مع النوادي، فقد لعب مع Singapore FA ‏.